# Tazacorte
Tazacorte er en by og kommune i det sydvestlige Spanien på øen La Palma i provinsen Santa Cruz de Tenerife, De Kanariske Øer. Den har et indbyggertal på 4.559 (2024) indbyggere.